# Новоаллабердино
Новоаллабердино (баш. Яңы Аллабирҙе) — деревня в Куюргазинском районе Республики Башкортостан Российской Федерации. Входит в состав Мурапталовского сельсовета.

## География

### Географическое положение
Расстояние до:
- районного центра (Ермолаево): 45 км,
- центра сельсовета (Новомурапталово): 11 км,
- ближайшей ж/д станции (Мурапталово): 7 км.

## Население
| 2002 | 2009 | 2010 |
| ---- | ---- | ---- |
| 35   | ↘31  | ↘19  |

Национальный состав
Согласно переписи 2002 года, преобладающие национальности — башкиры (48 %), татары (46 %).